# Скурас, Чарльз
Чарльз Панайо́тис Ску́рас (англ. Charles Panagiotis Skouras, имя при рождении — Константи́нос Панайо́тис Ску́рас (греч. Κωνσταντίνος Παναγιώτης Σκούρας); 25 января 1889, Скурохори, Пиргос, Пелопоннес, Греция — 22 октября 1954, Лос-Анджелес, Калифорния, США) — греко-американский киномагнат и филантроп, президент сети кинотеатров Fox West Coast. Вместе с братьями Спиросом и Джорджем был одним из пионеров американской киноиндустрии. Братья Скурас, будучи одними из влиятельнейших медиаменеджеров и новаторов кинопромышленности США, относятся к числу самых известнтых американских греков. Они также оказали значительное влияние на ход событий в Греции в годы Второй мировой войны и послевоенный период, в том числе ими было создано Общество помощи грекам в войне — самая известная гуманитарная организация греческой диаспоры. Великий командор ордена Феникса (Греция, 1952).

## Биография
Один из десяти детей в семье бедного пастуха.
В 1908 году иммигрировал в США, поселившись в Сент-Луисе (Миссури). Поначалу работал помощником официанта в одном из отелей в центре города. Через три года на накопленные им средства в США приехали его младшие братья Спирос и Георгиос (впоследствии — Джордж). Все трое продолжили работать в гостинице, где выполняли «чёрную работу», ведя экономный образ жизни.
В 1914 году Скурасы объединили свои сбережения в размере около 4 000 долларов и в партнёрстве с двумя другими греками приобрели никеледон (дешёвый кинотеатр), дав ему название «Олимипия», на месте которого в настоящее время расположен Театр Штифеля. Вскоре братья приобрели и другие кинотеатры.

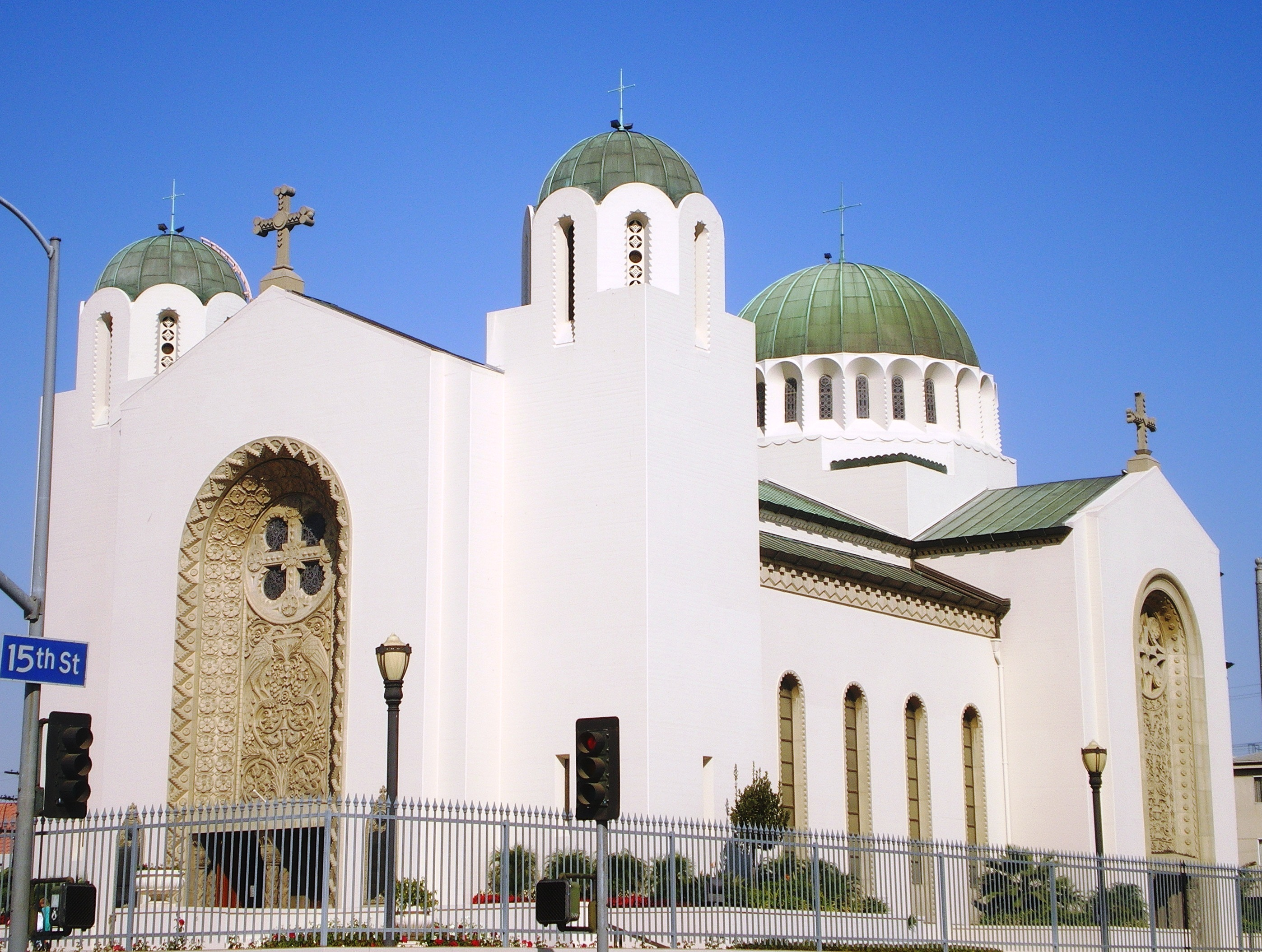
Собор Святой Софии в Лос-Анджелесе

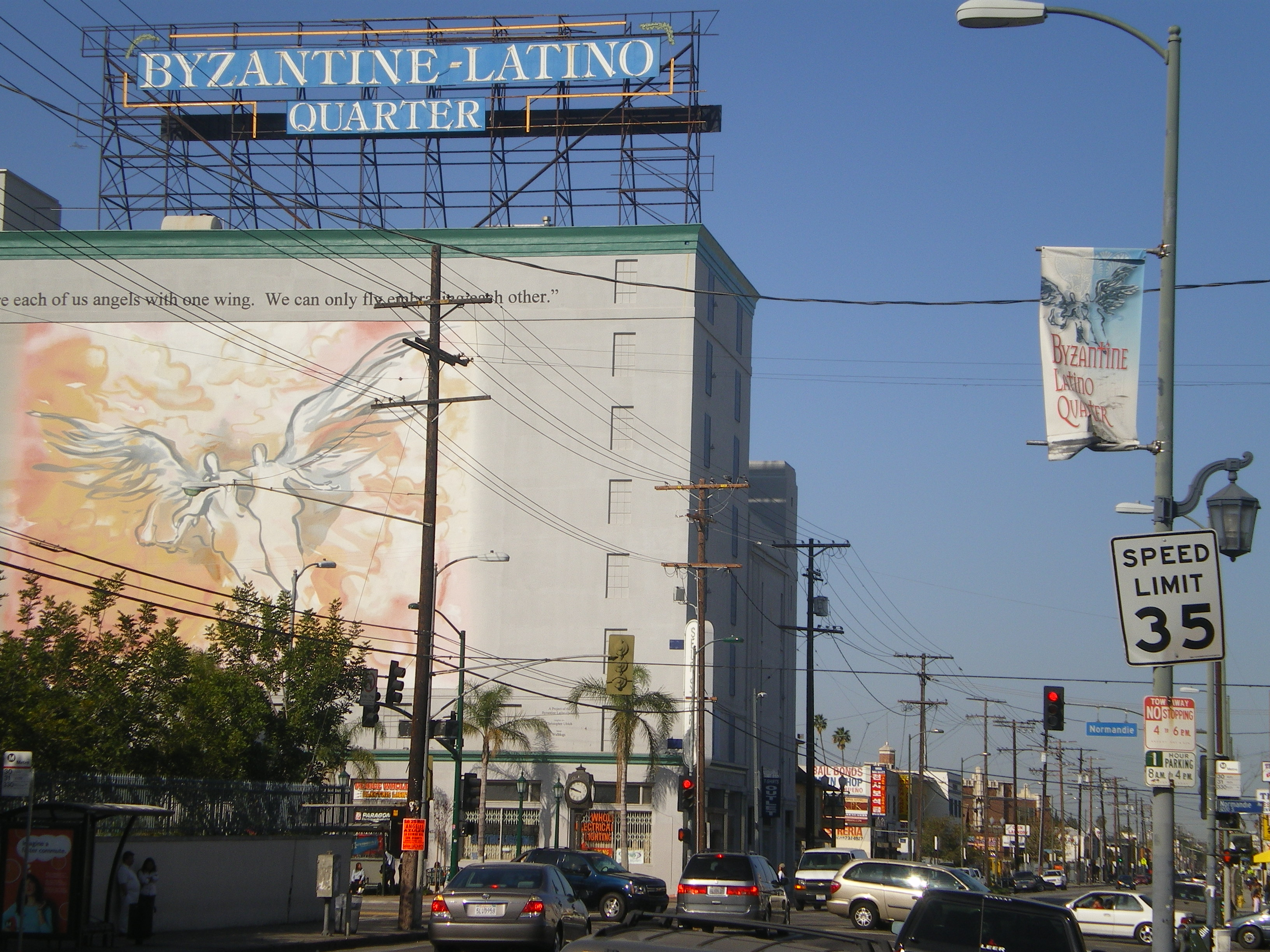
Византийско-латиноамериканский квартал (Лос-Анджелес)

В 1924 году общий капитал братьев Скурас составлял 400 000 долларов. К тому времени их компания Skouras Brothers владела более 30 кинотеатрами в Сент-Луисе.
В 1926 году в центре Сент-Луиса Скурасы открыли дворец кино мирового класса «Амбассадор». На его открытие братья затратили 5,5 млн долларов. В 1939 году здание «Амбассадора» было вновь открыто под названием New Fox Theatre как зал для живых выступлений.
В 1929 году, с началом мирового экономического кризиса (Великая депрессия), братья Скурас продали свои акции компании Warner Bros. и переехали на восток страны, где заняли высокие руководящие посты в кинобизнесе, в тот период активно развивавшемся в Нью-Йорке.
В 1931 году Скурасы приобрели киносеть в Нью-Йорке, с восстановлением которой вновь приобрели успех.
В 1933 году Чарльз Скурас переехал в Лос-Анджелес, где возглавил сеть кинотеатров Fox West Coast, а 1942 году стал президентом корпорации National Theatres, владевшей 550 кинотеатрами.
В 1946 и 1949 годах Чарльзу Скурасу была выплачена самая высокая заработная плата в США, составившая 985 300 и 975 000 долларов соответственно.
В начале своей карьеры в киноиндустрии Чарльз Скурас дал обет в том, что построит величественный православный собор, если станет успешным в Голливуде. В 1952 году на его средства в 2 млн долларов, а также при финансовой поддержке его братьев Спироса и Джорджа, в лос-анджелесском Гриктауне (сегодня — Византийско-латиноамериканский квартал, англ. Byzantine-Latino Quarter), где в то время проживало 12 000 греков, был возведён собор Святой Софии, новость о чём облетела греческую общину по всей стране.
В пик своей карьеры братья Скурас владели 650 кинотеатрами по всей стране.
Умер 22 октября 1954 года от сердечного приступа в возрасте 65 лет в Лос-Анджелесе. Похороны прошли в соборе Святой Софии, отпевание совершил Вселенский Патриарх Афинагор.

## Личная жизнь
Был женат, имел детей. Его потомки продолжают работать в Голливуде.